# Dal van de Kleine Beerze
Het Dal van de Kleine Beerze is een beheerseenheid van het Brabants Landschap, de gemeente Eersel en gemeente Oirschot. Het ligt binnen de gemeente Oirschot, de gemeente  Bladel en Eersel en omvat een aantal gebiedjes langs het dal van de Kleine Beerze via Duizel, Hoogeloon, Vessem en Middelbeers, waarvan Molenbroek en Spekdonken de belangrijkste zijn.
Molenbroek is een voormalige groene gemeente, een gemeenschappelijk grondbezit dat nimmer is verkaveld.
Het werd gebruikt als veeweide en ter waterberging. Het laatste was belangrijk voor de stroomafwaarts gelegen watermolen, waar ook de naam van dit moerasgebied aan te danken is.
De Spekdonken is een complex van langgerekte middeleeuws hooilandpercelen. Deze worden tegenwoordig weer verschraald door te maaien en het maaisel af te voeren.
De Kleine Beerze is in 2011 weer in de natuurlijke staat gebracht. Dit betekent dat deze beek weer zal meanderen.